# Ordine della Bandiera rossa del lavoro
L'Ordine della Bandiera rossa del lavoro (in russo Орден Трудового Красного Знамени?, Orden Trudovogo Krasnogo Znameni) è stata un'onorificenza dell'Unione Sovietica al lavoro e ai meriti civili. Si può considerare l'equivalente civile dell'Ordine della Bandiera rossa, attribuito per meriti militari.

## Storia

Distintivo dell'Ordine della Bandiera rossa del lavoro della RSFS Russa.

Il 28 dicembre 1920, l'VIII Congresso panrusso dei Soviet del 28 dicembre 1920 istituì l'Ordine della Bandiera rossa del lavoro della Repubblica Socialista Federativa Sovietica Russa per incoraggiare i cittadini che avevano mostrato particolare attività, dedizione e duro lavoro per risolvere  problemi economici durante lo sviluppo della Russia sovietica. Il 24 marzo 1921 il Comitato esecutivo centrale panrusso emanò il decreto "Sulla procedura per l'assegnazione dell'Ordine della Bandiera rossa del lavoro" (in russo О порядке награждения Орденом Трудового Красного Знамени?, O porjadke nagraždenija Ordenom Trudovogo Krasnogo Znameni), mentre nell'aprile dello stesso anno fu approvata la procedura di assegnazione e fu indetto un concorso per la realizzazione del distintivo. Il primo cittadino ad esser formalmente insignito del titolo fu il contadino Nikita Minčukov del distretto di Bychaŭ, Homel', in base al decreto del Comitato esecutivo centrale panrusso emanato il 28 luglio 1921 per aver protetto il ponte Čigirinskij dal ghiaccio. Nel marzo 1922, il progetto vincitore del bando fu quello del soldato dell'Armata Rossa S.I. Kuklinskij ed il 3 marzo 1922 avvenne l'istituzione ufficiale dell'Ordine.
Ispirandosi al modello della RSFS Russa, le repubbliche socialiste nate durante la guerra civile crearono dei propri ordini interni: nel 1922, la Repubblica Sovietica Popolare Corasmia insignì Lenin dell'Ordine della Bandiera rossa del lavoro della Corasmia e la medaglia è conservata nel Museo Lenin a Mosca.
Nel 1925 fu istituito formalmente l'Ordine della Bandiera Rossa del Lavoro dell'Unione Sovietica, ma i premiati continuarono a ricevere i distintivi degli ordini della repubblica d'appartenenza. Con il decreto del Comitato esecutivo centrale e del Consiglio dei commissari del popolo dell'URSS del 7 settembre 1928, fu approvato ufficialmente lo statuto dell'Ordine della Bandiera rossa del lavoro a livello di tutta l'Unione. Il disegno della nuova medaglia fu realizzato dall'artista V. K. Kuprijanov.
Tra il 1931 e il 1933 tutti gli ordini e i distintivi repubblicani furono sostituiti da quello pansovietico, ed gli assegnatari mantennero i diritti ed i vantaggi previsti dagli statuti di questi ordini. Nella RSFS Russa solo sei persone mantennero il distintivo repubblicano. Nel 1934 furono aboliti definitivamente gli ordini repubblicani
Il 7 maggio 1936 lo statuto dell'ordine fu modificato tramite un decreto del Comitato esecutivo centrale e del Consiglio dei commissari del popolo dell'URSS, per poi esser nuovamente riformato dal  Presidium del Soviet Supremo dell'URSS il 19 giugno 1943 ed il 16 dicembre 1947.
Il 21 dicembre 1991, fu emanato l'ultimo decreto di assegnazione dell'Ordine della Bandiera Rossa del Lavoro dell'Unione Sovietica, prima della sua abolizione definitiva.

## Statuto
- Art. 1: L'Ordine della Bandiera rossa del Lavoro è istituito per premiare i grandi meriti nel lavoro resi allo Stato e al popolo sovietico nel campo della produzione, della scienza, della cultura, della letteratura, dell'arte, dell'istruzione pubblica, dell'assistenza sanitaria, nello Stato, nel pubblico e nelle altre sfere dell'attività lavorativa.
- Art. 2: L'Ordine della Bandiera rossa del Lavoro è assegnato a:
  - cittadini dell'URSS;
  - imprese, associazioni, istituzioni, organizzazioni, repubbliche dell'Unione e autonome, kraj, oblast', oblast' autonomi, okrug autonomi, rajon', città e altri insediamenti.

L'Ordine della Bandiera rossa del Lavoro può essere assegnato anche a persone che non sono cittadini dell'URSS, nonché imprese, istituzioni, organizzazioni e insediamenti di Paesi stranieri.
- Art. 3: L'Ordine della Bandiera Rossa del Lavoro viene assegnato per i grandi risultati nello sviluppo dell'industria, dell'agricoltura, dell'edilizia, dei trasporti e di altri settori dell'economia nazionale, per aumentare l'efficienza della produzione pubblica, per i più alti tassi di crescita della produttività del lavoro, migliorare la qualità del prodotto, sviluppare e introdurre tecnologie più avanzate processi;
  - per i risultati costanti e alti nell'adempimento e nel superamento degli obiettivi pianificati e degli obblighi socialisti assunti;
  - per i maggiori successi nell'incremento della produttività delle colture agricole e della produttività dell'allevamento pubblico del bestiame, nell'aumento della produzione e della vendita di prodotti agricoli allo Stato;
  - per i grandi servizi nello sviluppo della scienza e della tecnologia, l'introduzione delle loro ultime conquiste nell'economia nazionale, per le invenzioni e proposte di razionalizzazione di grande importanza tecnica ed economica;
  - per gli ottimi servizi nel rafforzare la capacità difensiva del paese;
  - per le attività particolarmente fruttuose nel campo della cultura, della letteratura e dell'arte sovietica;
  - per i grandi meriti nell'insegnamento e nell'educazione comunista delle giovani generazioni, nella formazione di personale altamente qualificato nel campo dell'assistenza sanitaria, nello sviluppo del commercio, della ristorazione pubblica, degli alloggi e dei servizi comunali, nei servizi al consumo per la popolazione, per le realizzazioni speciali e per o sviluppo della cultura fisica e dello sport;
  - per gli importanti servizi nel campo delle attività statali e pubbliche volte a rafforzare la legalità e l'ordine pubblico socialista;
  - per i grandi servizi nello sviluppo della cooperazione economica, scientifica, tecnica e culturale tra l'URSS e altri stati.

- Art. 4: L'Ordine della Bandiera Rossa del Lavoro è indossato sul lato sinistro del petto e, in presenza di altri ordini dell'URSS, si trova dopo l'Ordine della Bandiera rossa.
- Art. 5: L'assegnazione dell'Ordine della Bandiera Rossa del Lavoro dell'URSS è effettuata dal Decreto del Comitato Esecutivo Centrale dell'URSS o del suo Presidium (ora Presidium del Soviet Supremo dell'URSS) su proposta delle istituzioni centrali e dei dipartimenti dell'URSS, nonché dei centri di tutte le organizzazioni pubbliche dell'Unione.[6]

## Distintivi
Tra il 1922 e il 1991, il disegno della medaglia è stato cambiato per tre volte.

### Primo modello

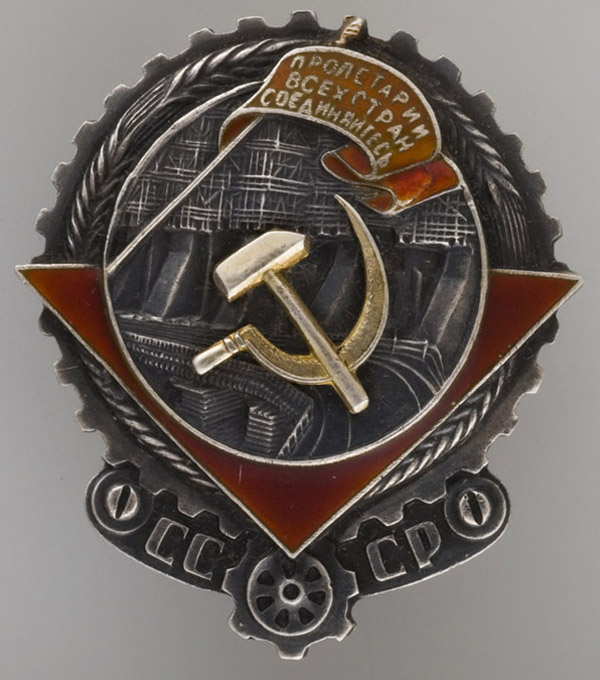
Dritto.

Creato nel 1922 dall'artista V. K. Kuprijanov, il primo modello della medaglia dell'Ordine della Bandiera rossa del lavoro era completamente diverso per dimensioni e aspetto dalle versioni successive. La base del distintivo era una ruota dentata, lungo i bordi della quale erano disposti in un cerchio delle spighe di grano. La parte inferiore dell'ingranaggio era ricoperta da un triangolo rettangolo di smalto rosso rivolto ad angolo retto verso il basso. La parte centrale del distintivo copriva parzialmente il triangolo e presentava un cerchio con il rilievo di una centrale idroelettrica. Al centro del cerchio vi era un'immagine dorata di una falce e un martello e nella parte superiore un piccolo stendardo rosso smaltato con la scritta "Lavoratori di tutti i paesi, unitevi!" (in russo Пролетарии всех стран, соединяйтесь!?, Proletarii vsech stran, soedinjajtes'!). L'acronimo "CCCP" (URSS) era posto alla base su uno scudo stilizzato. Sul rovescio della medaglia, nella sua parte centrale, era presente un ampio incavo di forma regolare arrotondata, al centro del quale vi era un perno filettato. Sia il perno e sia la base rotonda sottostante erano in argento. I due rivetti che fissavano la falce e il martello si trovavano vicino al perno. Il marchio "MONDVOR" (МОНДВОР) in lettere in rilievo si trovava circa 5 mm sotto il perno, ed era leggermente incurvato verso il basso. Il numero della medaglia, realizzato mediante stampaggio, si trova all'esterno della rientranza centrale, sul rovescio. Il dado di serraggio aveva un diametro di 28 mm o 32 mm.
Il distintivo era completamente d'argento smaltato ed era largo 38 mm e alto 43.

### Secondo modello

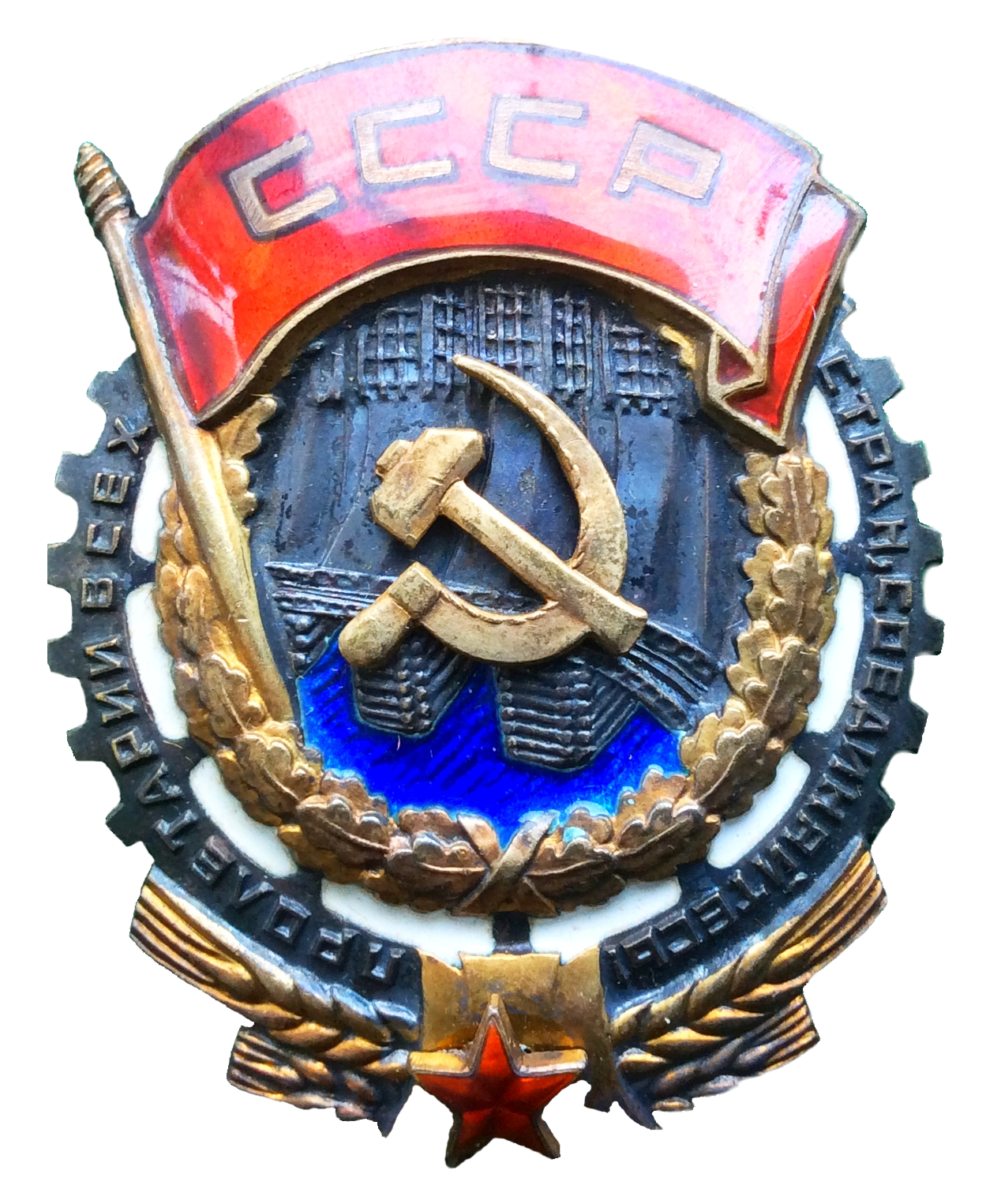
Dritto.

Il secondo tipo di medaglia è stato progettato nel 1935 dal medagliere della Zecca di Leningrado V. V. Goleneckij, ed era più complesso rispetto a quello del 1922, essendo formato da più parti. La base era una ruota dentata con inciso il motto "Lavoratori di tutti i paesi, unitevi!" (in russo Пролетарии всех стран, соединяйтесь!?, Proletarii vsech stran, soedinjajtes'!), e sopra l'ingranaggio vi era un cerchio di foglie di quercia che racchiudeva il rilievo di una centrale idroelettrica con l'acqua evidenziata da smalto blu. Al centro vi era la falce e il martello in oro smaltato e sopra uno stendardo rosso smaltato con l'acronimo "CCCP" (URSS). La composizione centrale era attaccata alla base con tre rivetti. In basso erano presenti delle spighe dorate intrecciate al centro con un nastro, il tutto sovrapposto e unito alla base con due rivetti. Sopra le spighe vi era la stella rossa a cinque punte fissata con un solo rivetto.
Il rovescio della medaglia era liscio e leggermente concavo, con saldato al centro un perno filettato con una flangia arrotondata alla base. In totale erano presenti otto rivetti: due per la falce e il martello vicino al perno , tre per lo stendardo rosso smaltato e la corona di quercia, uno per la stella rossa e due per le spighe dorate.

### Terzo modello
Il terzo modello del 1943 riprende quello del 1936, ma fu adattato per essere indossato su una divisa con un nastro.
Il distintivo era di forma ovale e formato da solo due pezzi, i bordi erano a forma di ruota dentata la cui parte superiore era ricoperta da uno stendardo in smalto rosso rubino. Al centro del diritto erano presenti la falce e il martello in oro smaltato sullo sfondo di una centrale idroelettrica e di un ponte ferroviario. L'immagine è racchiusa in parte da una corona di quercia dorata a forma di semicerchio e sopra da uno stendardo rosso con l'inscrizione dorata dell'acronimo "CCCP". Sulla ruota dentata è incisa la scritta: "Lavoratori di tutti i paesi, unitevi!" (in russo Пролетарии всех стран, соединяйтесь!?, Proletarii vsech stran, soedinjajtes'!). Nella parte inferiore della medaglia, lungo la ruota dentata a destra e a sinistra, divergono delle spighe di grano con al centro un largo nastro fissato alla ruota da una stella rossa a cinque punte. Il distintivo era d'argento ed era largo 37 mm e alto 44 mm. Sopra lo stendardo della medaglia era presente un occhiello tramite il quale veniva unito con un piccolo anello ad un blocco pentagonale ricoperto da un nastro. Sul rovescio era presente una spilla per attaccare la medaglia ai vestiti.
Il nastro dell'Ordine è un moiré di seta blu scuro con due strisce blu longitudinali lungo i bordi. La larghezza delle strisce blu è di 3,5 mm, con una larghezza totale del nastro di 24 mm.

## Assegnatari
Il primo ad aver ricevuto questa onorificenza nell'RSFS Russa è stato il contadino Nikita Zacharovič Menčukov, per aver salvato un importante ponte dall'essere distrutto da una forte corrente di acqua e ghiaccio.
La prima medaglia dell'Ordine della Bandiera rossa del lavoro dell'URSS è stata assegnata al personale dello stabilimento Putilov a Leningrado il 7 settembre 1928.
I primi insigniti dell'Ordine della Bandiera rossa del lavoro dell'URSS sono stati i meccanici dell'Aeronautica Militare Sovietica V. Fedotov, A. Šelagin e M. Kvjatkovskij per la loro attiva partecipazione nella spedizione di soccorso alla ricerca del dirigibile Italia, precipitato al Polo nord.
Prima dell'inizio della Grande Guerra Patriottica, più di otto mila persone furono insignite con l'Ordine della Bandiera rossa del lavoro dell'URSS. Tra i premiati con questo ordine vi erano i migliori rappresentanti della classe operaia, dei contadini e dell'intelligencija, collettivi avanzati di imprese, istituti di ricerca e d'istruzione, fattorie collettive e statali.
Di seguito, una lista parziale dei principali assegnatari:

### Politici
- Aleksandra Michajlovna Kollontaj - rivoluzionaria e prima donna nella storia ad aver ricoperto l'incarico di ministra e ad aver figurato, come funzionaria di carriera e come ambasciatrice, nella diplomazia dei grandi paesi europei
- Nikita Sergeevič Chruščëv - segretario generale del PCUS (1953-1964)
- Jurij Vladimirovič Andropov (x3)[8] - segretario generale del PCUS (1982-1984)
- Konstantin Ustinovič Černenko (x3)[9] - segretario generale del PCUS (1984-1985)
- Michail Gorbačëv[10] - segretario generale del PCUS (1985-1991), distintivo n. 88292 assegnato il 16 aprile 1949 "per il raccolto straordinario con la mietitrebbia Stalinec-6, con la quale sono stati raccolti 8 854,14 centesimi di grano in 20 giorni lavorativi"
- Leonid Nikolaevič Solov'ëv (x6)[11] - statista, diplomatico, membro del Comitato centrale del PCUS (1961-1971), presidente del Soviet supremo della RSFSR (1951-1955), vicepresidente del Consiglio centrale dei sindacati di tutta l'Unione (1954-1959), ambasciatore dell'URSS presso la Repubblica Popolare Mongola (1963-1968) , Vice Ministro degli Affari Esteri della RSFSR (1968-1980)
- Arnold Green (x5)  - Vicepresidente del Consiglio dei ministri della RSS Estone (1953-1958, 1960-1984), ministro degli affari esteri della RSS Estone (1962-1990), presidente del Comitato Olimpico Estone (1989-1997)
- Clementine Hozier[12][13] - moglie di Winston Churchill

### Militari e cosmonauti
- Züleyxa Seyidməmmədova (x2)[14] - prima aviatrice di etnia azera a volare in combattimento durante la Grande Guerra Patriottica
- Vladimir Sergeevič Il'jušin - aviatore
- Lev Stepanovič Dëmin - cosmonauta
- Konstantin Petrovič Feoktistov - scienziato e cosmonauta

### Scienziati ed ingegneri
- Michail Aleksandrovič Leontovič (x5) - fisico dell'Accademia delle scienze dell'URSS specializzato in fisica del plasma e radiofisica.
- Fima Šljak - premiato con l'Ordine della Bandiera rossa del lavoro per le sue scoperte sulla tecnologia della misurazione con il laser
- Andrej Nikolaevič Tupolev (x2) -  ingegnere aeronautico e capo dell'OKB Tupolev
- Michail Leont'evič Mil' -  ingegnere aeronautico e capo dell'OKB Mil
- Aleksandr Sergeevič Jakovlev - ingegnere aeronautico e capo dell'OKB Jakovlev
- Vitalij Lazarevič Ginzburg - fisico
- Jakov Borisovič Zel'dovič (x2) - astrofisico
- Pavel Sergeevič Aleksandrov - matematico
- Nikolaj Nikolaevič Semënov - premio Nobel per la Chimica nel 1956

### Artisti ed esponenti culturali
- Vasilij Ivanovič Belov - scrittore
- Evgenij Aleksandrovič Evtušenko - scrittore
- Aram Il'ič Chačaturjan - compositore
- Tichon Nikolaevič Chrennikov - compositore
- Vasilij Makarovič Šukšin - attore, regista, sceneggiatore cinematografico e scrittore
- Jurij Borisovič Levitan - conduttore radiofonico
- Solomon Markovič Hromčenko - musicista
- Zurab Lavrent'evič Sotkilava

### Altri
- Aleksej Grigor'evič Stachanov - minatore
- Pasha Angelina - simbolo della lavoratrice sovietica tecnicamente istruita

### Organizzazioni e istituzioni
- Komsomol
- Università statale di Mosca
- Università di Vilnius
- Università Statale di Leningrado
- Biblioteca nazionale russa
- Metropolitana di Mosca

### Aziende
- Moskvič
- Ul'janovskij Avtomobil'nyj Zavod (x2)
- Uralmaš (x2)
- Mikoyan Gurevich
- Antonov
- Tupolev
- Ilyushin
- Lenfil'm
- Sojuzmul'tfil'm
- NPP Zvezda (x2)

### Riviste e giornali
- Izvestija
- Komsomol'skaja Pravda
- Trud
- Krokodil
- Novyj Mir
- Nauka i žizn’
- Sovetskaja Rossija
- Sovetskij sport

### Città

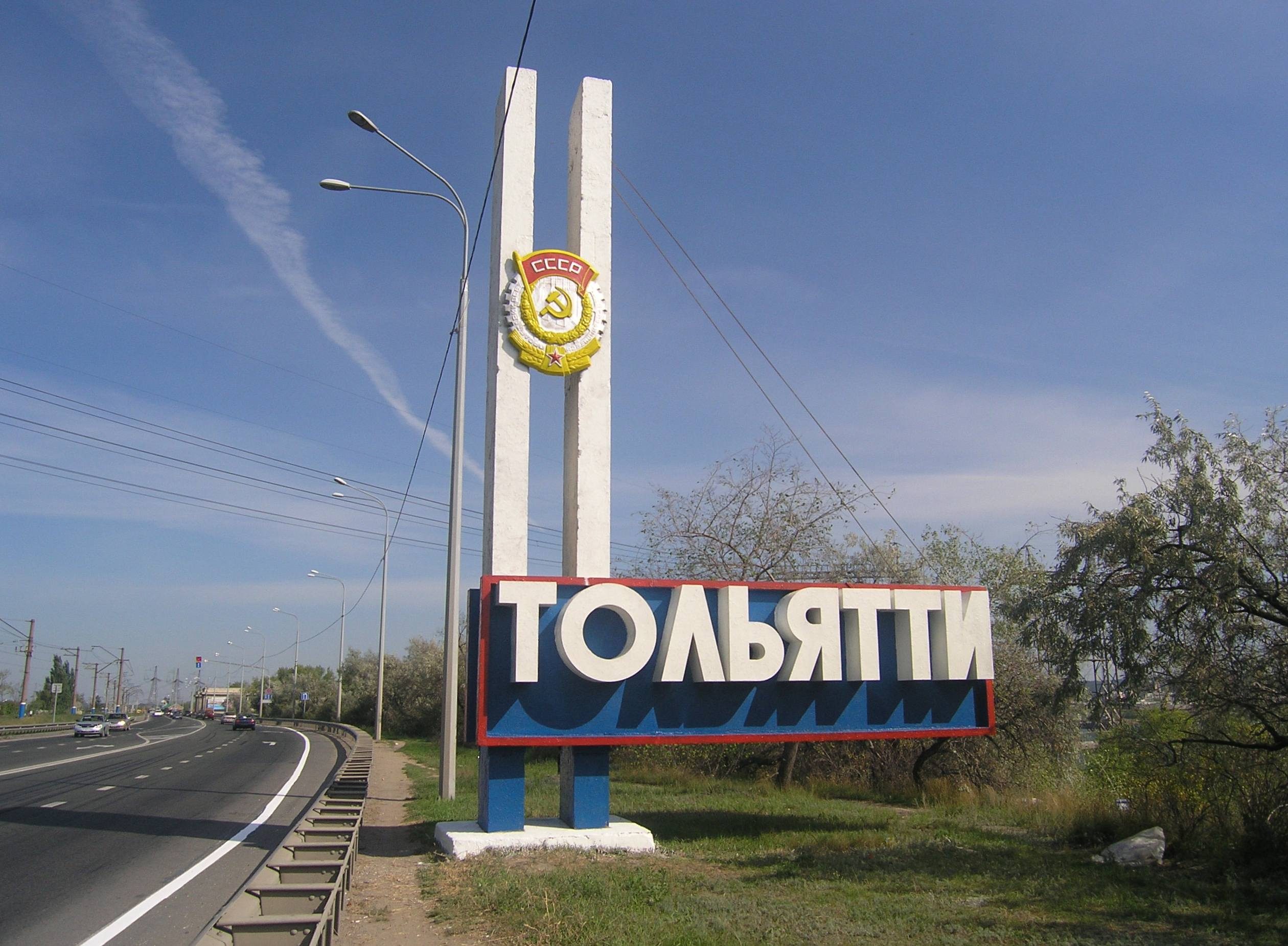
Segnaletica di Togliatti.

- Tiraspol
- Vorkuta
- Homel'
- Kaliningrad
- Murmansk
- Omsk
- Tver'
- Jaroslavl'
- Vladimir
- Mariupol'
- Petropavlovsk-Kamčatskij
- Kirov
- Poltava
- Petrozavodsk
- Cherson
- Hrodna
- Pjatigorsk
- Dzeržinsk
- Aşgabat
- Kurgan
- Jakutsk
- Velikij Novgorod
- Pskov
- Joškar-Ola
- Dušanbe
- Ulan-Udė
- Sinferopoli
- Brjansk
- Penza
- Stachanov (1985),
- Tambov
- Togliatti

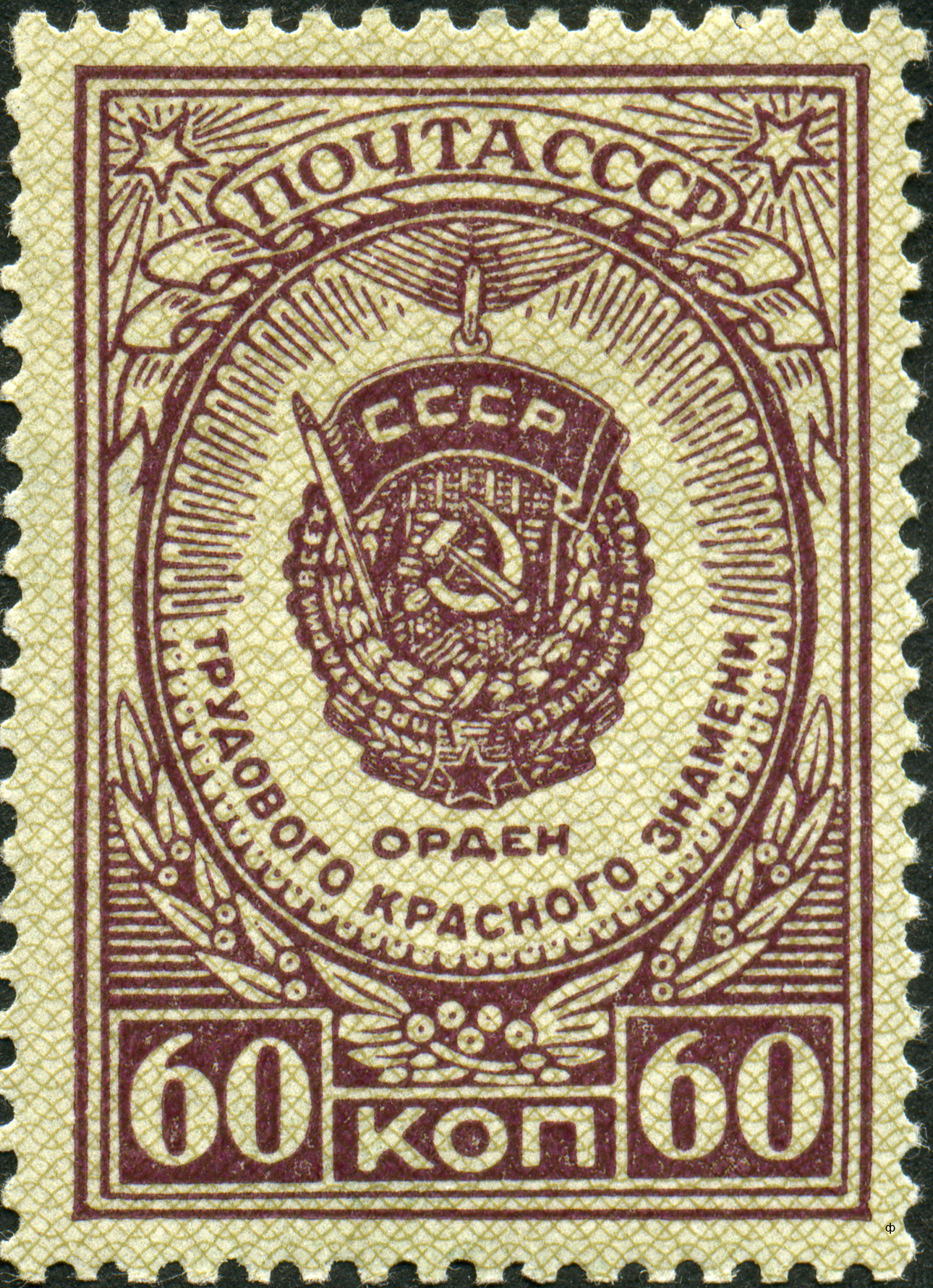
Francobollo sovietico del 1946
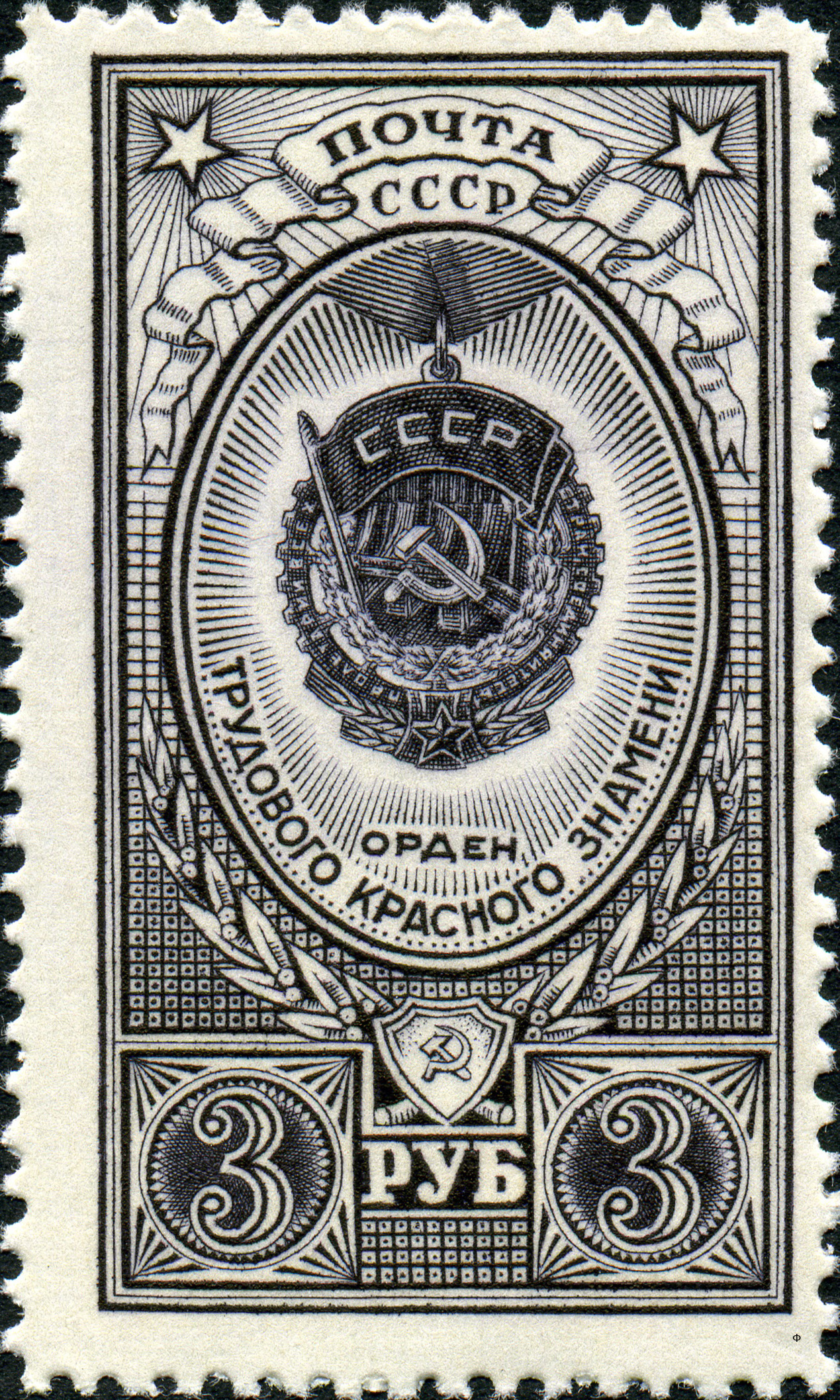
Francobollo sovietico del 1952